# Kunsthal Sint-Pietersabdij

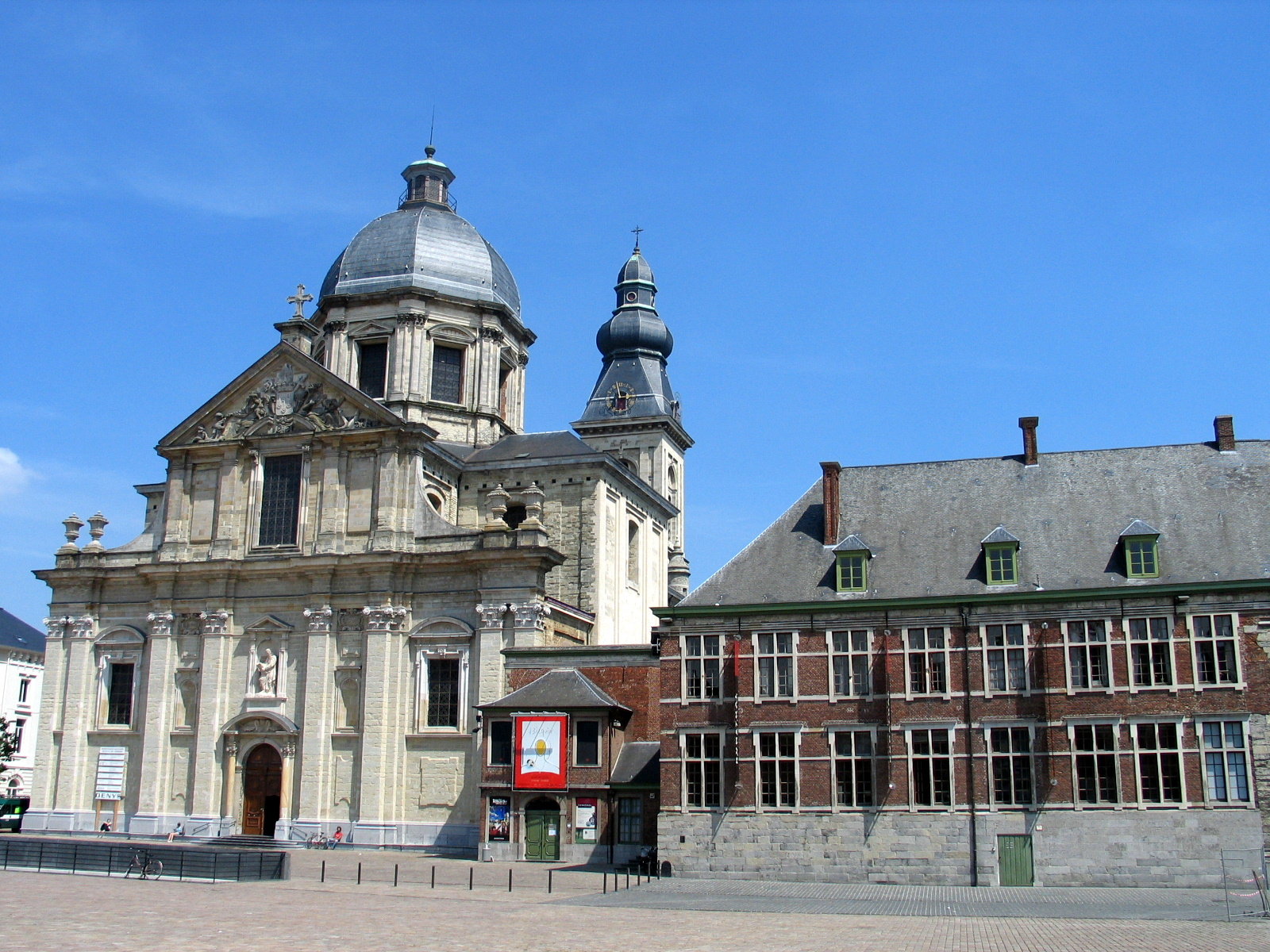
Sint-Pietersabdij, met in het midden de ingang tot de Kunsthal Sint-Pietersabdij

Kunsthal Sint-Pietersabdij is een organisator van tijdelijke tentoonstellingen in de Gentse Sint-Pietersabdij. Er is ook een permanente tentoonstelling met de naam "Tussen Hemel en Aarde" over de geschiedenis van de abdij zelf.

## Tentoonstellingen
Enkele tentoonstellingen die veel aandacht trokken zijn:
- "De Stoutmoedige Diefte van het Lam Gods" (1995)
- "Ganda & Blandinium" (1997)
- "Tussen Hemel en Aarde" (1999)
- "Carolus" (2000)
- "De Vlamingen op de Titanic" (2001)
- “7000 jaar Perzische kunst” (2002)
- “Het Rijk van de Draak” (2004)
- “El Fruto de la Fe” (2005)
- “De Zaak DNA” (2006)
- “Octave Landuyt, Ricorso” (2007)